# Thumhausen
Thumhausen ist ein Ortsteil des Marktes Nittendorf im Landkreis Regensburg. 

## Lage
Thumhausen liegt südwestlich des Kernortes Nittendorf. Am nördlichen Ortsrand fließt die Schwarze Laber, ein linker Zufluss der Donau.

## Geschichte
Bis 30. Juni 1972 gehörte der Ort zur Gemeinde Eichhofen und wurde mit dieser im Zuge der Gebietsreform in Bayern nach Nittendorf eingegliedert. 

## Vereine
- Krieger- und Reservistenkameradschaft Thumhausen und Umgebung
- Wanderfreunde Thumhausen